# Respuesta de imagen
Respuesta de imagen (o más correctamente, proporción de rechazo de respuesta de imagen, o IMRR) es una medida de rendimiento de un receptor radiofónico que opera con un receptor superheterodino.
En este receptor radiofónico, se suele emplear un oscilador local (LO) a modo de heterodino para combatir contra la frecuencia radiofónica (RF) recibida, generando sumas y diferencias de frecuencias. Uno de estos procedimientos será en la frecuencia intermedia (SI), donde encontraremos un proceso de selección y amplificación. El receptor radiofónico responde a cualquier señal de su frecuencia intermedia, incluyendo señales indeseadas. Por ejemplo, con un oscilador local afinado a 110 MHz,  hay dos frecuencias de señal que pueden generar una frecuencia intermedia de 10 MHz.  Una señal retransmitida en 100 MHz (la señal querida), mezclada con la señal de 110 MHz del oscilador local creará una frecuencia de suma de 210 MHz (que el receptor ignorará), y una frecuencia de diferencia en los deseados 10 MHz.  Aun así, una señal retransmitida en 120 MHz (la señal indeseada), y mezclado con la señal de 110 MHz del oscilador local creará una frecuencia de suma de 230 MHz (ignorado por el receptor), y la frecuencia de diferencia también será de 10 MHz.  La señal en 120 MHz se conoce como la imagen de la señal querida en 100 MHz. La capacidad del receptor para rechazar esta imagen da lugar a la proporción de rechazo de la imagen (IMRR) del sistema.

## Proporción de rechazo de la imagen
La proporción de rechazo de la imagen, o proporción   de rechazo de frecuencia de imagen, es la proporción de la frecuencia intermedia en el nivel de señal producido por la frecuencia de entrada deseada en relación con la producida por la frecuencia de imagen. La proporción de rechazo de la imagen es normalmente expresada en dB.  Cuándo la proporción de rechazo de la imagen se mide, los niveles de señal de entrada deseados y las frecuencias de imagen tienen que ser iguales para que esta medición sea significativa.
El IMRR se mide en decibelios (dB), dando la proporción de la señal deseada frente a la señal indeseada para conseguir la misma salida del receptor. En un buen diseño, se pueden conseguir proporciones de inferiores a 60 dB. Cabe decir que el IMRR no es una medida del rendimiento de las plataformas o los filtros de la frecuencia intermedia (selectividad); la señal lleva a una frecuencia intermedia IF perfectamente válida. La medida de las características del filtro de paso de banda en las plataformas precedentes al amplificador de IF, consistirá en filtros de paso de banda RF y normalmente un amplificador RF o dos.